# Denmark Shire
Denmark Shire är en kommun i Western Australia, Australien. Kommunen, som är belägen 420 kilometer sydsydost om Perth, i regionen Great Southern, har en yta på 1 860 kvadratkilometer, och en folkmängd på 5 194 enligt 2011 års folkräkning. Huvudort är Denmark. Följande samhällen finns i Denmark: Denmark, Nornalup och Kentdale. I området finns även stranden Bellanger Beach.